# Chlorure d'argent
Le chlorure d'argent (AgCl) est un composé inorganique du chlore et de l'argent. Il se trouve sous la forme d'une poudre blanche amorphe.

## Production
Le chlorure d'argent existe dans la nature dans des affleurements de filons d'argent. On obtient en laboratoire le chlorure d'argent en traitant un sel d'argent (sauf bromure et iodure d'argent) par de l'acide chlorhydrique.
Il peut aussi être obtenu à partir d'une anode d'argent dans une solution contenant des ions chlorure. Cette technique permet de produire l'électrode de référence AgCl/Ag.

## Propriétés

### Solubilité
En solution, il se décompose en cation argent Ag+ et en anion chlorure Cl−. C'est un composé très peu soluble dans l’eau. Son produit de solubilité à 25 °C vaut Ks = 10−9,752, soit pKs = 9,752.

### Photosensibilité
Le chlorure d'argent réagit en présence de lumière en noircissant (photosensibilité). Ce composé est très utilisé dans la photographie argentique (procédé gélatino-argentique).

## Utilisation scientifique et industrielle
Les halogénures d'argent sont décomposés sous l’action de la lumière en ions halogénures et argent métal. C'est pourquoi ils sont utilisés comme couche photosensible dans les pellicules de film et les plaques photographiques ; toutefois, le chlorure d’argent est moins photosensible que le bromure d'argent : aussi emploie-t-on plus souvent ce dernier composé dans les pellicules. Le ternissement d'une solution de chlorure d'argent en l'absence de lumière colorée a d'ailleurs conduit en 1802 le physicien Ritter à postuler l'existence dans la lumière solaire de rayons invisibles, appelés aujourd'hui ultra-violets.
Le chlorure d’argent a longtemps été employé comme antiseptique dans les réservoirs d’eau potable ; compte tenu de son potentiel allergénique, l’Union européenne a toutefois mis un terme à son utilisation alimentaire en 2014.
En laboratoire, grâce à la faible solubilité du chlorure d’argent, on peut mesurer la concentration en argent d’un échantillon par analyse pondérale, soit par mesure de la vitesse de précipitation (gravimétrique), soit par titrage.

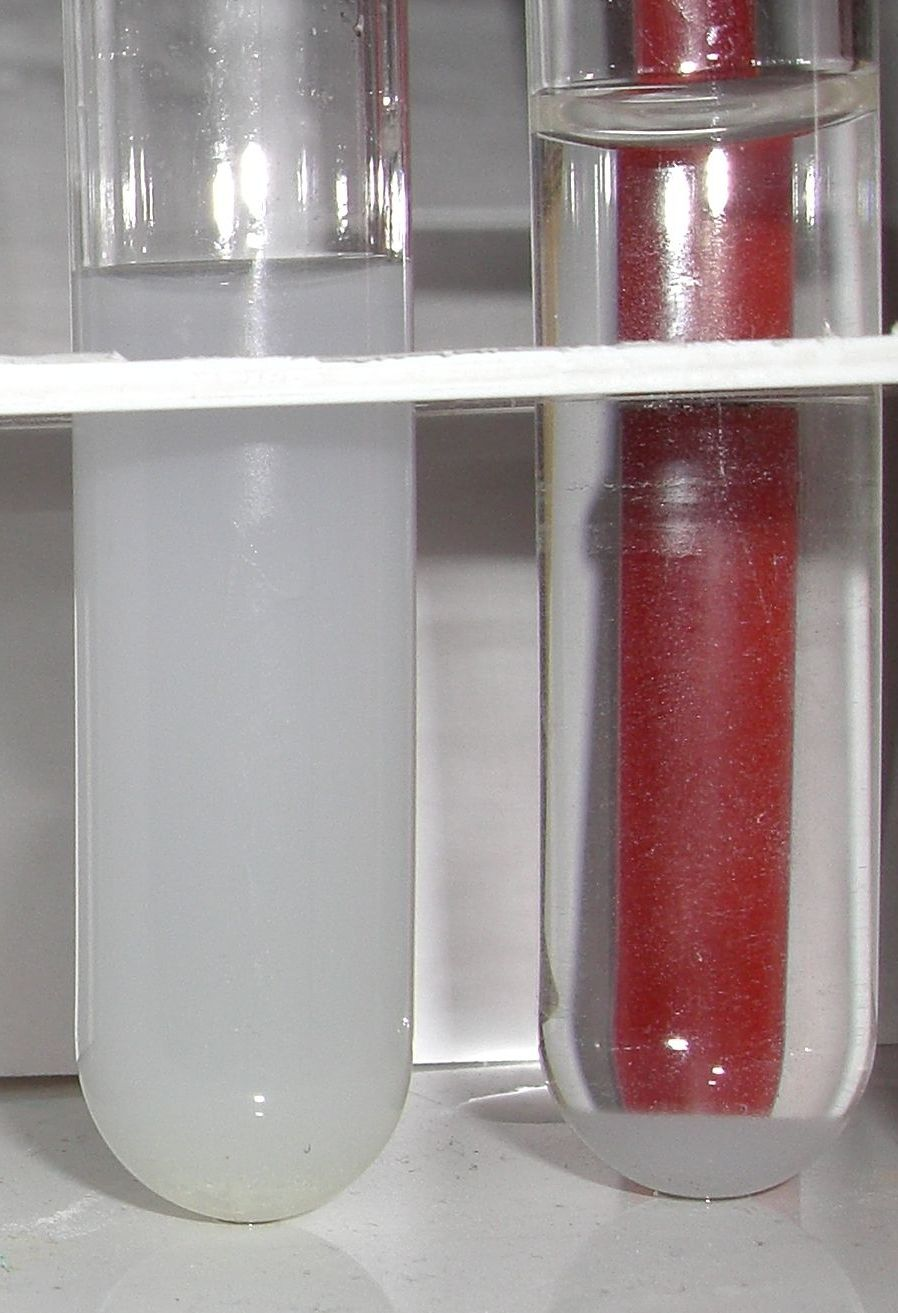
Chlorure d'argent sans et avec ammoniaque.

La principale utilisation du chlorure d’argent est la fabrication d'électrodes de référence pour l’électrochimie, car ces électrodes ne se polarisent pas et permettent de ce fait une grande fiabilité de mesure. Et puisqu'on n’utilise plus guère le mercure, les laboratoires tendent à substituer aux traditionnelles électrodes au calomel des électrodes à couple argent/chlorure d’argent. On fabrique ces électrodes par oxydation d’un fil d'argent plongé dans un bain d’acide  chlorhydrique : ainsi si l’on plonge deux fils d’argent dans une solution acide et qu’on leur applique une tension électrique (1–2 V, 20–300 s), le pôle positif (anode) se couvre d’une pellicule de chlorure d'argent.
{\displaystyle {\begin{alignedat}{2}&{\text{Oxydation :}}\ &2\;\mathrm {Ag} +2\;\mathrm {HCl} &\longrightarrow 2\;\mathrm {AgCl} +2\;\mathrm {H^{+}} +2\;\mathrm {e^{-}} \\&{\text{Réduction :}}\ &2\;\mathrm {H^{+}} +2\;\mathrm {e^{-}} &\longrightarrow \mathrm {H_{2}} \\\hline &{\text{Bilan :}}\ &2\;\mathrm {Ag} +2\;\mathrm {HCl} &\longrightarrow 2\;\mathrm {AgCl} +\mathrm {H_{2}} \end{alignedat}}}
Ce procédé garantit que le chlorure d'argent est en contact électrique parfait avec l’électrode.
Le chlorure d'argent est enfin utilisé comme électrolyte pour les électrodes d’électrocardiographes.

## Toxicité
Selon l'ECHA, il peut nuire au fœtus, est très toxique pour la vie aquatique avec des effets à long terme et peut être corrosif pour les métaux.